# Barbeuia madagascariensis
Barbeuia madagascariensis ist die einzige Pflanzenart der einzigen Gattung Barbeuia der Familie der Barbeuiaceae. Bei manchen Autoren ist diese Art auch in die Familie der Phytolaccaceae eingeordnet. Aber in beiden Fällen steht sie innerhalb der Ordnung der Nelkenartigen (Caryophyllales).

## Vorkommen
Barbeuia madagascariensis ist nur auf Madagaskar beheimatet. Die Fundorte sind in den Provinzen Antsiranana, Fianarantsoa, Toamasina, Toliara in Höhenlagen zwischen 0 und 1500 Meter, sie ist also innerhalb Madagaskars weit verbreitet. Sie wächst im humiden bis subhumiden Klima in Wäldern.

## Beschreibung

### Habitus und Laubblätter
Barbeuia madagascariensis wächst als große Liane. Es ist anomales Sekundäres Dickenwachstum vorhanden. Alle Pflanzenteile werden beim Trocknen schwarz. Die wechselständigen Laubblätter sind gestielt und einfach. Die Blattränder sind glatt. Die Stomata sind anomocytisch. Nebenblätter fehlen.

### Blütenstände und Blüten
Seitenständig an langen Blütenstandsschäften stehen kurze, steife, traubige Blütenstände mit Hochblättern. Die zwittrigen, radiärsymmetrischen Blüten sind fünfzählig. Es ist nur ein Kreis mit fünf Blütenhüllblättern vorhanden, die kelchblattartig sind und auch noch auf der Frucht erhalten sind. Sie besitzen viele (30 bis 100) fertile Staubblätter. Die zwei Fruchtblätter sind zu einem oberständigen (synkarpen) Fruchtknoten verwachsen, mit nur einer campylotropen Samenanlage in jeder der beiden Fruchtknotenkammern. Der meist kaum erkennbare Griffel endet in zwei dicken, aufrechten bis ausgebreiteten, nur sehr kurz verwachsenen Narben.

### Früchte und Samen
Es wird eine holzige, zweikammerige Kapselfrucht gebildet, die nur einen oder zwei Samen enthält. Die teilweise von einem fleischigen Arillus umgebenen Samen besitzen Endosperm und einen gutausgebildeten, gekrümmten Embryo. 

## Systematik
Die Erstbeschreibung von Barbeuia madagascariensis erfolgte 1841 durch Ernst Gottlieb von Steudel in Nomenclator Botanicus, Editio secunda 1, S. 186. Die Gattung Barbeuia wurde allerdings schon 1806 von Louis Marie Aubert Du Petit-Thouars in Genera Nova Madagascariensia, 6 aufgestellt. Der Gattungsname ehrt den französischen Arzt und Universalgelehrten Jacques Barbeu-Dubourg (1709–1779). Die Tribus Barbeuieae wurde 1872 von Henri Ernest Baillon in Histoire des Plantes, 4, 46-52 veröffentlicht und in die Phytolaccaceae R.Br. gestellt. Der Familienname Barbeuiaceae wurde von Takenoshin Nakai in J. Jap. Bot., 18, S. 105 im März 1942 veröffentlicht.
Innerhalb der Ordnung der Caryophyllales stehen die Barbeuiaceae basal in einer Klade zusammen mit den Aizoaceae, Gisekiaceae, Sarcobataceae, Phytolaccaceae und Nyctaginaceae.